# Gamka (fiume)
Il fiume Gamka (Gamka River in inglese, Gamkarivier in afrikaans) è un fiume situato nella provincia del Capo Occidentale in Sudafrica. Il nome "Gamka" significa "Leone" e probabilmente fu chiamato così dal popolo dei Boscimani. Il fiume ha origine a nord di Beaufort West e scorre verso sud-ovest verso la diga di Gamkapoort.
I principali affluenti del fiume Gamka sono il fiume Dwyka, il fiume Koekemoers e il fiume Leeuw che si innalzano nel Grande Karoo, convergono e scorrono verso sud attraverso le montagne Swartberg. Il fiume Olifants si unisce al fiume Gamka a sud di Calitzdorp. Insieme, questi diventano il fiume Gourits.
Il fiume Gamka scorre dal nord-est della diga di Gamka e il fiume Dwyka dal nord-ovest. Entrambi i fiumi sfociano nella diga di Gamka e da lì il fiume Gamka scorre a sud e diventa il fiume Gourits a Calitzdorp, dove scorre oltre le montagne omonime Gamkaberg.

## Dighe del fiume Gamka
- Diga Doornfontein (capacità 4 400 000 metri cubi)
- Diga Gamka (capacità 1 800 000 metri cubi)
- Diga Springfontein
- Diga Leeu-Gamka (capacità 14 300 000 metri cubi)
- Diga Gamkapoort (capacità 44 200 000 metri cubi)
- Diga Oukloof (capacità 4 200 000 metri cubi)
- Diga Calitzdorp (capacità 4 800 000 metri cubi)
- Diga Tierkloof (capacità 50 000 metri cubi)